# 4893 Seitter
4893 Seitter (1986 PT4) là một tiểu hành tinh vành đai chính được phát hiện ngày 9 tháng 8 năm 1986 bởi Elst và Ivanova ở Rozhen.